# Parnis Watches
Parnis Watches es una marca china de relojes fundada en 2005 en la ciudad de Cantón. Comercializa sus productos principalmente en Europa y en los Estados Unidos.

## Historia
Su fundador, Xiao Jian Hong, es propietario de las marcas registradas y las plantas de fabricación, y ha estado expandiendo la empresa desde 2005. La firma vende sus relojes a través de asociaciones con revendedores y distribuidores. Suntime Watch Company comercializa la marca Parnis a través de distribuidores regionales, mientras que Pa Jie la comercializa a grandes clientes y a clientes que desean externalizar la producción de relojes. Las instalaciones de fabricación se encuentran en Tong De Wei, Guangzhou.
Parnis diseña sus relojes, contrata la adquisición de las piezas, las ensambla y planifica el control de calidad. La planta de fabricación en Tong De Wei ensambla piezas de diversos proveedores. La fábrica de relojes Fu Yuan Xin fabrica las cajas, y los movimientos son suministrados por Tianjin Sea-Gull, Miyota y Dixmont.